# Michael K, sa vie, son temps
Michael K, sa vie, son temps (titre original en anglais Life & Times of Michael K) est un roman de J. M. Coetzee paru en 1983. Il a reçu le prix Booker en 1983 et le premier prix Femina étranger en 1985.

## Résumé
L'intrigue se déroule dans une Afrique du Sud ravagée par la guerre civile et retrace la vie du simplet Michael K qui est jardinier à la ville du Cap. Michael K traverse un pays qui souffre de ses inégalités, sa guerre et le souvenir de son passé.
Le ton est sobre mais précis et aigu, voire bouleversant, et Coetzee emploie un langage dépourvu de sentimentalité. Sa technique de récit est caractérisée par sa parcimonie.
Comme toujours chez Coetzee, c'est l'homme que nous rencontrons. Son amour, ses faiblesses, sa barbarie. Michael K renonce à tout, il se dépouille entièrement, perdant jusqu'à sa dignité, à la recherche de l'essence même de son humanité. Le rapport à la mère et les névroses qu'il peut entrainer sont au cœur de ce roman.